# Bundesautobahn 659
De Bundesautobahn 659 (BAB 659) is een korte autosnelweg die Weinheim met Mannheim verbindt in de Duitse provincie Hessen. Het hele traject loopt samen met de B38 en bevat 2x2 rijstroken. De 6 kilometer lange weg vormt een verbinding tussen de  parallel verlopende A5/E35 en de A6/E50.